# お手をどうぞ
『お手をどうぞ』（おてをどうぞ、イタリア語: Qua la mano）は、1980年（昭和55年）製作・公開、パスクァーレ・フェスタ・カンパニーレ監督のイタリア映画である。2話構成のオムニバスで、イタリア式コメディの1作である。

## 構成
1. 第一話 - 『俺はこうして法王と』 イタリア語: Sto così col Papa : 主演エンリコ・モンテザーノ
2. 第二話 - 『踊る司祭』 イタリア語: Il prete ballerino : 主演アドリアーノ・チェレンターノ

## 略歴・概要
本作は、1980年、イタリアの映画プロデューサーであるアウレリオ・デ・ラウレンティス、ルイジ・デ・ラウレンティスの2人が経営する製作会社フィルマウロが製作を開始、エンリコ・オルドイーニ、パスクァーレ・フェスタ・カンパニーレの2人が共同で執筆した原案をもとに、オルドイーニ、カンパニーレ、オッタヴィオ・イェンマの3人が共同で脚色し、ラツィオ州ローマ県ローマ市内のポポロ広場、ロトンダ広場、スペイン広場、同市郊外のカステル・ガンドルフォ、バチカン市国、エミリア＝ロマーニャ州モデナ県カステルフランコ・エミーリア、ロンバルディア州ミラノ県のセグラーテやセッターラ等でロケーション撮影を行って完成した。
イタリア国内では、同年3月28日に劇場公開された。同監督は、本作に続いて翌1981年（昭和55年）の作品で、レナート・ポッツェットとエンリコ・モンテザーノがそれぞれ主演に、本作同様の全二話構成のオムニバス『ケツとシャツ』を監督している。2005年（平成17年）11月8日、本作の製作元のフィルマウロが「120分」ヴァージョンのDVDを発売している。
日本では、2011年（平成23年）3月現在に至るまで劇場公開、テレビ放映、ビデオグラム販売等は行われていない。

## スタッフ・作品データ
- プロデューサー : アウレリオ・デ・ラウレンティス、ルイジ・デ・ラウレンティス （Luigi De Laurentiis）
- 監督 : パスクァーレ・フェスタ・カンパニーレ
- 原作 : エンリコ・オルドイーニ （Enrico Oldoini）、パスクァーレ・フェスタ・カンパニーレ
- 脚本 : オッタヴィオ・イェンマ、エンリコ・オルドイーニ、パスクァーレ・フェスタ・カンパニーレ
- 撮影 : ジャンカルロ・フェッランド （Giancarlo Ferrando [4]）
- 編集 : アルベルト・ガッリッティ （Alberto Gallitti [5]）
- 音楽 : デット・マリアーノ （Detto Mariano）
- 製作 :  フィルマウロ （Filmauro）
- フォーマット : カラー映画 - ヨーロピアンヴィスタ・サイズ（1.66:1） - ステレオ録音（ドルビー）

## キャスト
クレジット順
- アドリアーノ・チェレンターノ （Adriano Celentano） - ドン・フルジェンツィーオ
- エンリコ・モンテザーノ （Enrico Montesano） - オラツィオ・インペリアーリ
- マリオ・カロテヌート （Mario Carotenuto） - 服飾工房主
- フィリップ・ルロワ （Philippe Leroy） - 法王
- アドリアーナ・ルッソ （Adriana Russo） - オラツィオの妻エルシリア
- レンツォ・モンタニャーニ （Renzo Montagnani） - リベロ・バッタリーニ
- リッリ・カラーティ （Lilli Carati） - ロッサーナ
- エンツォ・ロブッティ （Enzo Robutti） - フルジェンツィーオの友人ベニーニョ
- カルロ・バーニョ （Carlo Bagno） - 司教
- ディーノ・エマヌエッリ （Dino Emanuelli [6]） - フルジェンツィーオの友人

ノンクレジット・アルファベット順
- ラッファエーレ・ディ・シピーオ （Raffaele di Sipio） - コーチ
- アンドレア・ロンカート （Andrea Roncato） - ショウの司会
- ジジ・サンマルキ （Gigi Sammarchi） - 記者

## 註
1. 1 2 3 4 5  Qua la mano, インターネット・ムービー・データベース （英語）, 2011年3月11日閲覧。
2. ↑  Qua La Mano, allmovie （英語）, 2011年3月11日閲覧。
3. ↑  パスクァーレ・フェスタ・カンパニーレ、allcinema ONLINE, 2011年3月11日閲覧。
4. ↑  Giancarlo Ferrando - IMDb（英語）, 2011年3月11日閲覧。
5. ↑  Alberto Gallitti - IMDb（英語）, 2011年3月11日閲覧。
6. ↑  Dino Emanuelli - IMDb（英語）, 2011年3月11日閲覧。

## 関連事項
- イタリア式コメディ
- ケツとシャツ - 同監督による本作同様の全二話構成オムニバス
- ロトンダ広場 （it:Fontana di piazza della Rotonda）